# Rivian EDV
Rivian EDV (електричний розвізний фургон) — вантажний автомобіль з акумуляторним електроприводом, створений компанією Rivian виключно для свого інвестора Amazon, який використовуватиме EDV для доставки посилок. EDV використовує платформу RCV (Rivian Commercial Vehicle), яка є похідною від платформи R1, яка лежить в основі пікапа R1T і позашляховиків R1S, і складається з трьох розмірів. Конкретні моделі (впорядковані за збільшенням розміру) включають EDV-500, EDV-700 і EDV-900.

## Історія

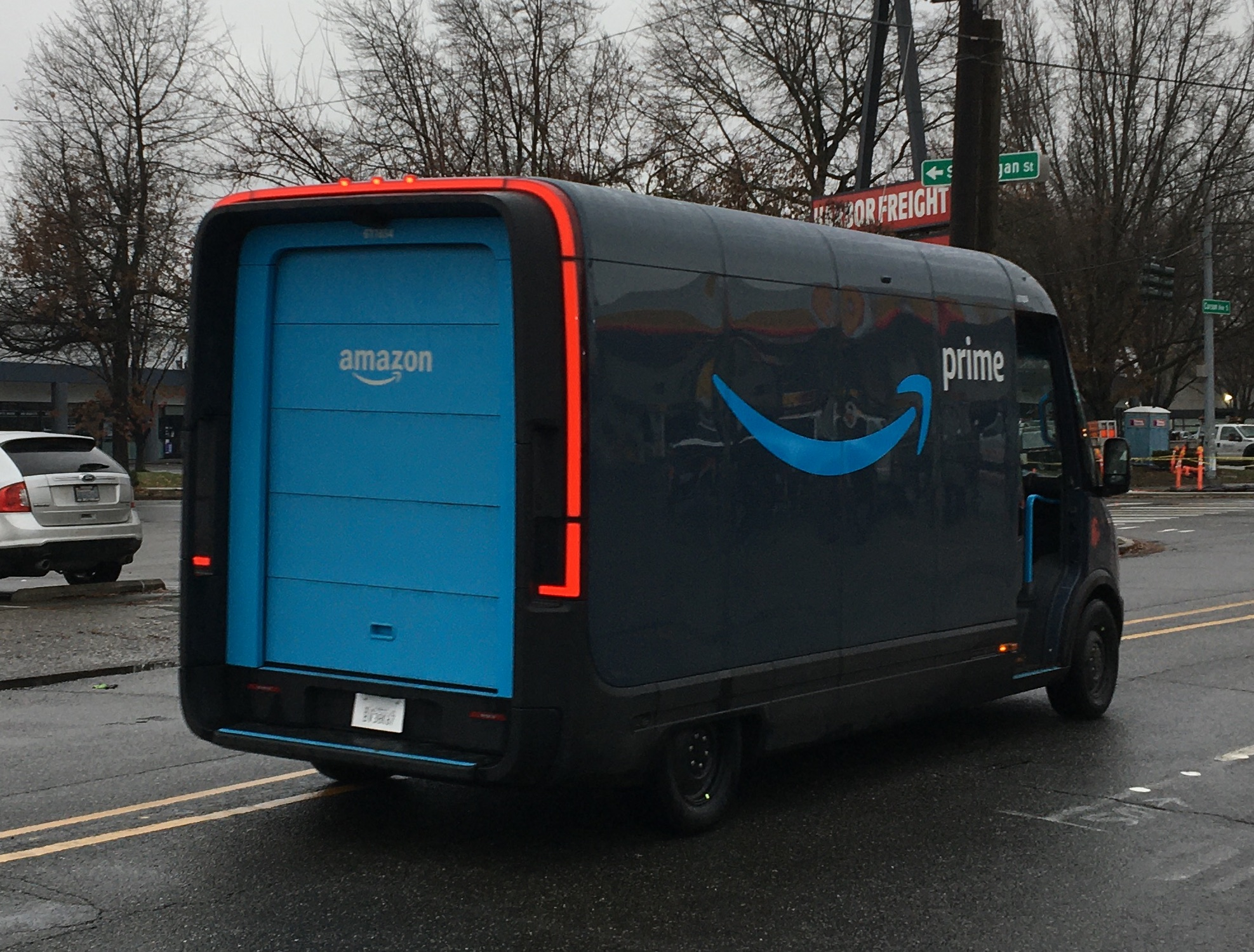
Rivian EDV-700

У лютому 2019 року Amazon оголосила, що інвестує 700 мільйонів доларів у Rivian. У вересні Amazon Logistics замовила 100 000 акумуляторних електричних транспортних засобів у рамках спільної розробки Rivian і Amazon. Початкові графіки передбачали, що перші фургони будуть доставлені Amazon у 2021 році, до 2022 року буде працювати 10 000 електричних фургонів, а повне замовлення буде виконано до 2024 року. Однак пізніше ця дата була переглянута на 2030 рік. Співпраця Rivian є частиною плану Amazon перевести свій транспортний парк на 100% відновлювану енергію до 2030 року. Amazon також буде купувати електричні фургони та триколісні автомобілі від інших OEM-виробників, таких як Stellantis, Mercedes-Benz і Mahindra.
До лютого 2020 року Rivian показала повнорозмірну глиняну модель фургона. Прототип електричного фургона Amazon із запасом ходу 150 миль (240 км) випробували на дорогах загального користування на початку 2021 року, починаючи з Лос-Анджелеса та Сан-Франциско. До квітня 2021 року тестування було розширено до Денвера з додатковими планами тестування ще в шістнадцяти містах США в різних кліматичних зонах. Випробування в Оклахомі та Мічигані тривали до липня 2021 року. Перший серійний EDV, EDV-700, було завершено в грудні 2021 року та доставлено Amazon.
Розгортання електричних фургонів доставки почалося в дев’яти містах США в липні 2022 року. Станом на листопад Amazon заявила, що у неї працює понад 1000 EDV, які доставили 5 мільйонів пакетів. Очікується, що, виходячи з наявності коду комплектації, відмінного від Amazon, Rivian продаватиме фургон власникам автопарків у майбутньому.

## Продажі
| Рік  | США   |
| ---- | ----- |
| 2022 | 2,999 |
| 2023 | 2,495 |